# Prong
Prong er et amerikansk heavy metal band fra New York.

## Studiealbum
- Force Fed (1989)
- Beg to Differ (1990)
- Prove You Wrong (1991)
- Cleansing (1994)
- Rude Awakening (1996)
- Scorpio Rising (2003)
- Power of the Damager (2007)
- Carved into Stone (2012)
- Ruining Lives (2014)
- X – No Absolutes (2016)
- Zero Days (2017)